# Composto eterociclico

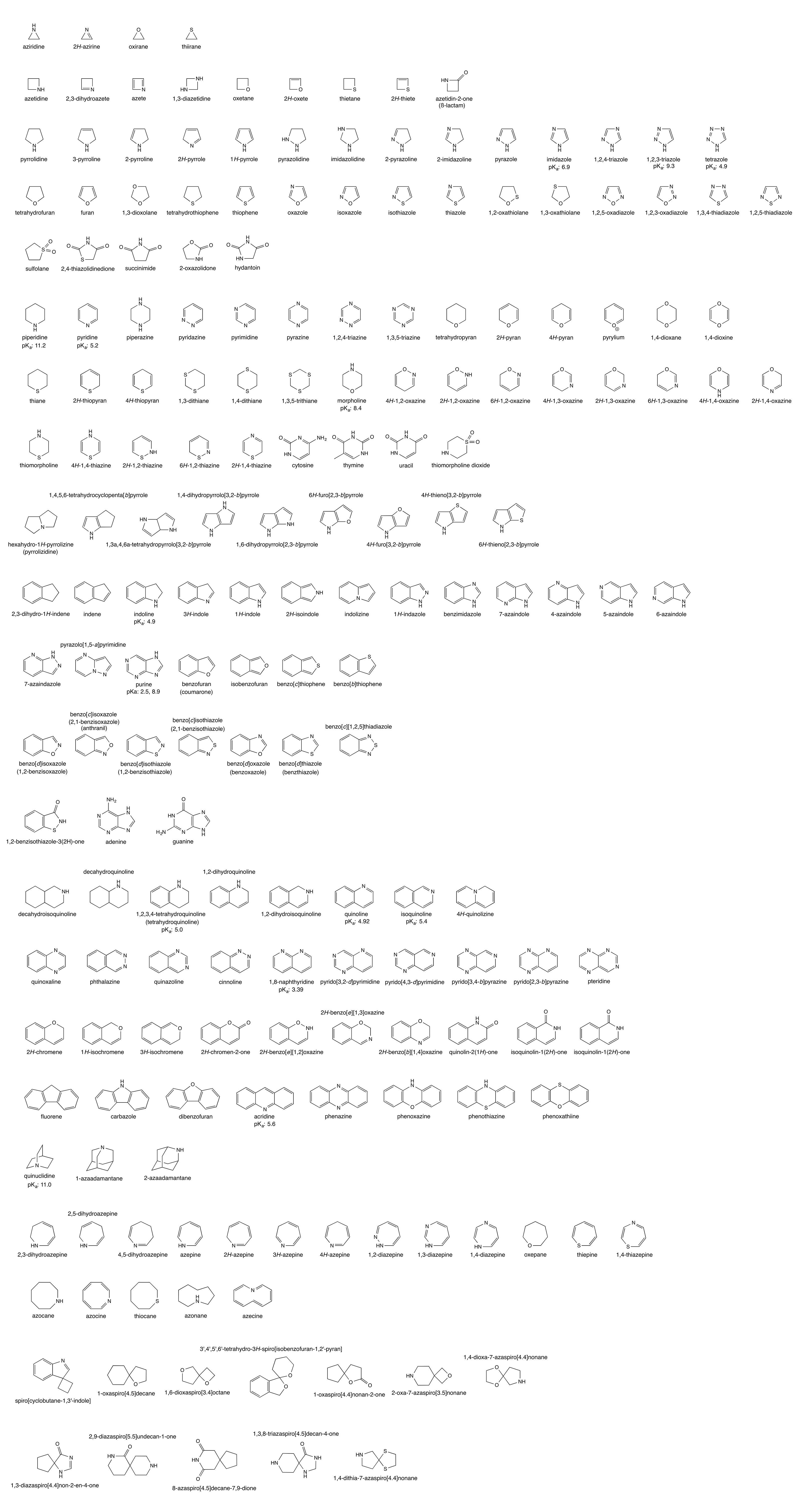
Principali composti eterociclici

Un composto eterociclico è una molecola ciclica nella quale uno o più atomi dell'anello sono eteroatomi, cioè atomi diversi dal carbonio. Gli eteroatomi più comuni sono: l'azoto, l'ossigeno, lo zolfo, il fosforo, il boro, il silicio. Ciascuno di essi dà origine a vaste famiglie di composti eterociclici.
La piridina e la pirimidina sono eterocicli analoghi del benzene, mentre il pirrolo e l'imidazolo sono analoghi del ciclopentadiene. Il glucosio e il ribosio in forma ciclica sono composti eterociclici, in quanto all'interno dell'anello è presente un atomo di ossigeno.
Esistono inoltre una moltitudine di composti eterociclici ad anelli condensati, tra cui l'indolo e la purina, che rivestono anch'essi grande importanza in biologia.

## Classificazione
Una prima classificazione dei composti eterociclici si basa sul carattere aromatico o meno dell'anello che include l'eteroatomo. Si possono così distinguere composti eterociclici non aromatici ed eterociclici aromatici.

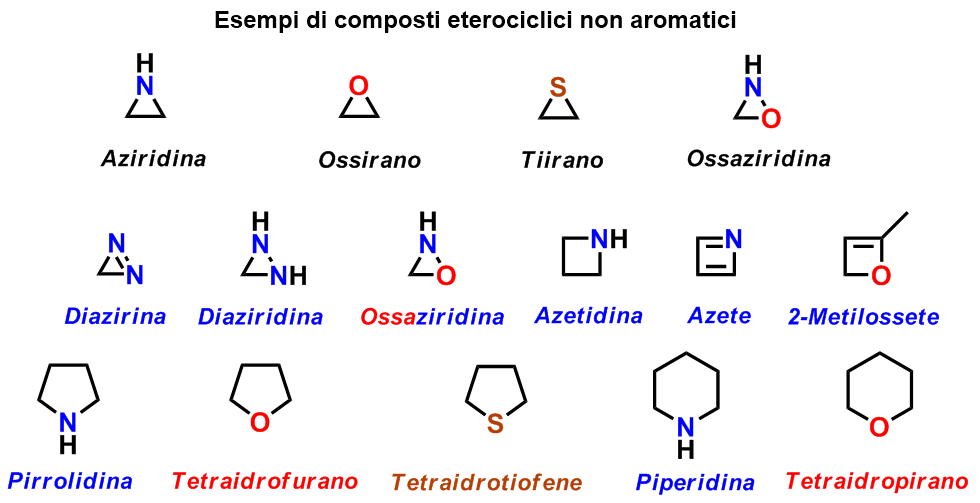

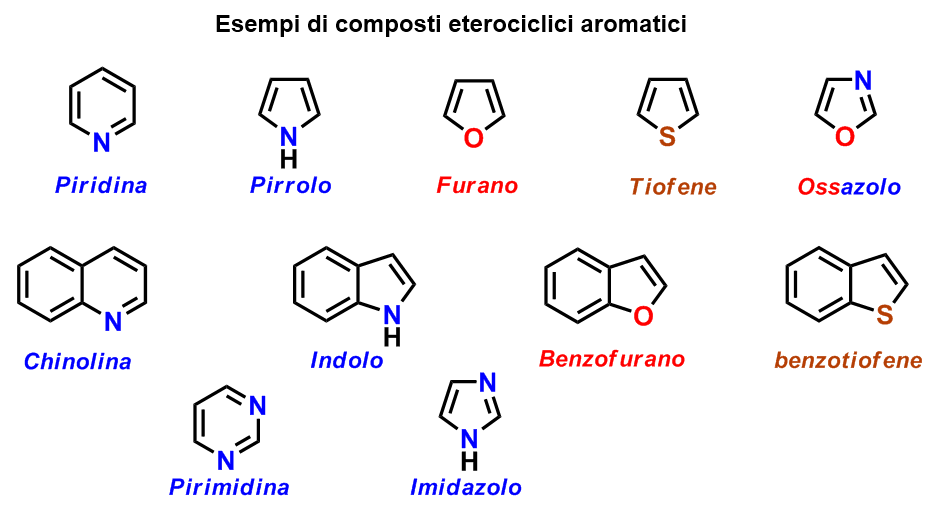

## Anelli monociclici

### Anelli a 3 atomi
| Eteroatomi   | Composti saturi | Composti insaturi |
| ------------ | --------------- | ----------------- |
| Azoto        | Aziridina       | Azirina           |
| Ossigeno     | Ossirano        | Ossirene          |
| Zolfo        | Tiirano         | Tiirene           |
| 2 × Azoto    | Diaziridina     | Diazirina         |
| 2 × Ossigeno | Diossirano      | Diossirene        |
| 2 × Zolfo    | Ditiirano       | Ditiirene         |

### Anelli a 4 atomi
| Eteroatomi   | Composti saturi | Composti insaturi |
| ------------ | --------------- | ----------------- |
| Azoto        | Azetidina       | Azete             |
| Ossigeno     | Ossetano        | Ossete            |
| Zolfo        | Tietano         | Tiete             |
| 2 × Azoto    | Diazetidina     | Diazete           |
| 2 × Ossigeno | Diossetano      | Diossete          |
| 2 × Zolfo    | Ditietano       | Ditiete           |

### Anelli a 5 atomi
| Eteroatomi       | Composti saturi             | Composti insaturi                           |
| ---------------- | --------------------------- | ------------------------------------------- |
| Azoto            | Pirrolidina                 | Pirrolo Pirrolina                           |
| Ossigeno         | Ossolano                    | Furano                                      |
| Zolfo            | Tiolano                     | Tiofene                                     |
| Fosforo          | Fosfolano                   | Fosfolo                                     |
| Boro             | Borolano                    | Borolo                                      |
| Silicio          | Silolano                    | Silolo                                      |
| 2 × Azoto        | Pirazolidina Imidazolidina  | Pirazolo Imidazolo Pirazolina Imidazolina   |
| 2 × Ossigeno     | Diossolano                  | Diossolo                                    |
| 2 × Zolfo        | Ditiolano                   | Ditiolo                                     |
| Azoto + Ossigeno | Ossazolidina Isossazolidina | Ossazolo Isossazolo Ossazolina Isossazolina |
| Azoto + Zolfo    | Tiazolidina Isotiazolidina  | Tiazolo Isotiazolo Tiazolina Isotiazolina   |
| Ossigeno + Zolfo | Ossatiolano Isossatiolano   | Ossatiolo Isossatiolo                       |

### Anelli a 6 atomi
| Eteroatomi       | Composti saturi                      | Composti insaturi              |
| ---------------- | ------------------------------------ | ------------------------------ |
| Azoto            | Piperidina                           | Piridina                       |
| Ossigeno         | Ossano                               | Pirano                         |
| Zolfo            | Tiano                                | Tiopirano                      |
| Fosforo          | Fosfinano                            | Fosfinina                      |
| Boro             | Borinano                             | Borinina                       |
| Silicio          | Silinano                             | Silinina                       |
| 2 × Azoto        | Piperazina Piperimidina Piperidazina | Pirazina Pirimidina Piridazina |
| 2 × Ossigeno     | Diossano                             | Diossina                       |
| 2 × Zolfo        | Ditiano                              | Ditiina                        |
| Azoto + Ossigeno | Morfolina                            | Ossazina                       |
| Azoto + Zolfo    | Tiomorfolina                         | Tiazina                        |
| Ossigeno + Zolfo | Ossatiano                            | Ossatiina                      |

### Anelli a 7 atomi
| Eteroatomi   | Composti saturi | Composti insaturi |
| ------------ | --------------- | ----------------- |
| Azoto        | Azepano         | Azepina           |
| Ossigeno     | Ossepano        | Ossepina          |
| Zolfo        | Tiepano         | Tiepina           |
| 2 × Azoto    | Diazepano       | Diazepina         |
| 2 × Ossigeno | Diossepano      | Diossepina        |
| 2 × Zolfo    | Ditiepano       | Ditiepina         |

### Anelli a 8 atomi
| Eteroatomi   | Composti saturi | Composti insaturi |
| ------------ | --------------- | ----------------- |
| Azoto        | Azocano         | Azocina           |
| Ossigeno     | Ossocano        | Ossocina          |
| Zolfo        | Tiocano         | Tiocina           |
| 2 × Azoto    | Diazocano       | Diazocina         |
| 2 × Ossigeno | Diossocano      | Diossocina        |
| 2 × Zolfo    | Ditiocano       | Ditiocina         |

## Anelli biciclici

### Anelli a 5 atomi condensati con anelli a 6 atomi
| Anelli singoli         | Anello doppio                |
| ---------------------- | ---------------------------- |
| Benzene + Pirrolo      | Indolo Isoindolo             |
| Benzene + Pirazolo     | Indazolo                     |
| Benzene + Imidazolo    | Benzimidazolo                |
| Benzene + Furano       | Benzofurano Isobenzofurano   |
| Benzene + Tiofene      | Benzotiofene Isobenzotiofene |
| Benzene + Ossazolo     | Benzossazolo                 |
| Benzene + Isossazolo   | Benzisossazolo               |
| Benzene + Tiazolo      | Benzotiazolo                 |
| Benzene + Isotiazolo   | Benzisotiazolo               |
| Piridina + Pirrolo     | Azaindolo                    |
| Piridina + Pirazolo    | Azaindazolo                  |
| Pirimidina + Imidazolo | Purina                       |

### Anelli a 6 atomi condensati con anelli a 6 atomi
| Anelli singoli        | Anello doppio            |
| --------------------- | ------------------------ |
| Benzene + Piridina    | Chinolina Isochinolina   |
| Benzene + Pirazina    | Chinossalina             |
| Benzene + Pirimidina  | Chinazolina              |
| Benzene + Pirano      | Cromene Isocromene       |
| Benzene + Tiopirano   | Tiocromene Isotiocromene |
| Benzene + Ossazina    | Benzossazina             |
| Benzene + Tiazina     | Benzotiazina             |
| Piridina + Pirazina   | Piridopirazina           |
| Piridina + Pirimidina | Piridopirimidina         |
| Pirazina + Pirimidina | Pteridina                |

## Anelli triciclici
| Anelli singoli          | Anello triplo  |
| ----------------------- | -------------- |
| 2 × Benzene + Pirrolo   | Carbazolo      |
| 2 × Benzene + Furano    | Dibenzofurano  |
| 2 × Benzene + Tiofene   | Dibenzotiofene |
| 2 × Benzene + Piridina  | Acridina       |
| 2 × Benzene + Pirano    | Xantene        |
| 2 × Benzene + Tiopirano | Tioxantene     |
| 2 × Benzene + Pirazina  | Fenazina       |
| 2 × Benzene + Ossazina  | Fenossazina    |
| 2 × Benzene + Tiazina   | Fenotiazina    |

## Struttura molecolare
|                  | Composti saturi          | Composti saturi      | Composti saturi       | Composti insaturi     | Composti insaturi    | Composti insaturi      |
| Eteroatomo       | Azoto                    | Ossigeno             | Zolfo                 | Azoto                 | Ossigeno             | Zolfo                  |
| ---------------- | ------------------------ | -------------------- | --------------------- | --------------------- | -------------------- | ---------------------- |
| Anelli a 3 atomi | Aziridina                | Ossirano             | Tiirano               | Azirina               | Ossirene             | Tiirene                |
| Anelli a 3 atomi | Structure of aziridine   | Structure of oxirane | Structure of thiirane | Structure of azirine  | Structure of oxirene | Structure of thiirene  |
| Anelli a 4 atomi | Azetidina                | Ossetano             | Tietano               | Azete                 | Ossete               | Tiete                  |
| Anelli a 4 atomi | Structure of azetidine   | Structure of oxetane | Structure of thietane | Structure of azete    | Structure of oxete   | Structure of thiete    |
| Anelli a 5 atomi | Pirrolidina              | Ossolano             | Tiolano               | Pirrolo               | Furano               | Tiofene                |
| Anelli a 5 atomi | Structure of pyrrolidine | Structure of oxolane | Structure of thiolane | Structure of pyrrole  | Structure of furan   | Structure of thiophene |
| Anelli a 6 atomi | Piperidina               | Ossano               | Tiano                 | Piridina              | Pirano               | Tiopirano              |
| Anelli a 6 atomi | Structure of piperidine  | Structure of oxane   | Structure of thiane   | Structure of pyridine | Structure of pyran   | Structure of thiopyran |
| Anelli a 7 atomi | Azepano                  | Ossepano             | Tiepano               | Azepina               | Ossepina             | Tiepina                |
| Anelli a 7 atomi | Structure of azepane     | Structure of oxepane | Structure of thiepane | Structure of azepine  | Structure of oxepine | Structure of thiepine  |
| Anelli a 8 atomi | Azocano                  | Ossocano             | Tiocano               | Azocina               | Ossocina             | Tiocina                |
| Anelli a 8 atomi | Structure of azocane     | Structure of oxocane | Structure of thiocane | Structure of azocine  | Structure of oxocine | Structure of thiocine  |

## Nomenclatura
Per i composti eterociclici, la nomenclatura IUPAC è notevolmente complessa, soprattutto per le molecole contenenti due o più anelli.
La prima tabella riporta i prefissi da utilizzare per i relativi eteroatomi principali in ordine di priorità:
| Elemento  | Simbolo | Prefisso |
| --------- | ------- | -------- |
| Ossigeno  | O       | ossa-    |
| Zolfo     | S       | tia-     |
| Selenio   | Se      | selena-  |
| Tellurio  | Te      | tellura- |
| Azoto     | N       | aza-     |
| Fosforo   | P       | fosfa-   |
| Arsenico  | As      | arsa-    |
| Antimonio | Sb      | stiba-   |
| Bismuto   | Bi      | bisma-   |
| Silicio   | Si      | sila-    |
| Germanio  | Ge      | germa-   |
| Boro      | B       | bora-    |

La a finale dei prefissi in genere si perde se seguita da altra vocale o si assimila ad essa.
La seconda tabella riporta i suffissi per indicare il numero di atomi dell'anello. Si distinguono gli anelli che contengono azoto da quelli che non lo contengono:
| Numero atomi | Azotati insaturi | Azotati saturi | Non azotati insaturi | Non azotati saturi |
| ------------ | ---------------- | -------------- | -------------------- | ------------------ |
| 3            | -irina           | -iridina       | -irene               | -irano             |
| 4            | -ete             | -etidina       | -ete                 | -etano             |
| 5            | -olo             | -olidina       | -olo                 | -olano             |
| 6            | -ina             | -inano         | -(in)ina             | -(in)ano           |
| 7            | -epina           | -epano         | -epina               | -epano             |
| 8            | -ocina           | -ocano         | -ocina               | -ocano             |
| 9            | -onina           | -onano         | -onina               | -onano             |
| 10           | -ecina           | -ecano         | -ecina               | -ecano             |

La molteplicità dello stesso eteroatomo si realizza con i prefissi di-, tri-, tetra-...
Per eteroatomi diversi si uniscono i prefissi nell'ordine ossigeno, zolfo, azoto.
Gli atomi di carbonio uniti ad altri due con legami semplici vengono indicati con il prefisso H- al nome del composto preceduto da un numero indicante la posizione.
Anelli ciclici aventi un nome consacrato dall'uso possono essere considerati la base su cui innestare successivi cicli come nella terza tabella:
| Nome tradizionale | Nome IUPAC         | Prefisso     |
| ----------------- | ------------------ | ------------ |
| antracene         | antracene          | antra-       |
| benzene           | benzene            | benzo-       |
| diossina          | 1,4-diossina       | diossino-    |
| furano            | ossolo             | furo-        |
| imidazolina       | 1,4,5H-1,3-diazolo | imidazolino- |
| imidazolo         | 1H-1,3-diazolo     | imidazolo-   |
| isossazolo        | 1,2-ossazolo       | isossazolo-  |
| naftalene         | naftalene          | nafta-       |
| ossazina          | 1,4-ossazina       | ossazino-    |
| ossazolo          | 1,3-ossazolo       | ossazolo-    |
| pirano            | ossina             | pirano-      |
| pirazina          | 1,4-diazina        | pirazino-    |
| pirazolina        | 1,4,5H-1,2-diazolo | pirazolino-  |
| pirazolo          | 1H-1,2-diazolo     | pirazolo-    |
| pirene            | pirene             | piro-        |
| piridina          | azina              | pirido-      |
| pirrolina         | 1,4,5H-azolo       | pirrolino-   |
| pirrolo           | 1H-azolo           | pirrolo-     |

## Presenza in natura
L'importanza dei composti eterociclici, soprattutto quelli azotati, risiede nel loro ruolo, quasi sempre indispensabile, nei sistemi biologici. Molte vitamine, farmaci, droghe e altre sostanze naturali contengono anelli di composti eterociclici.

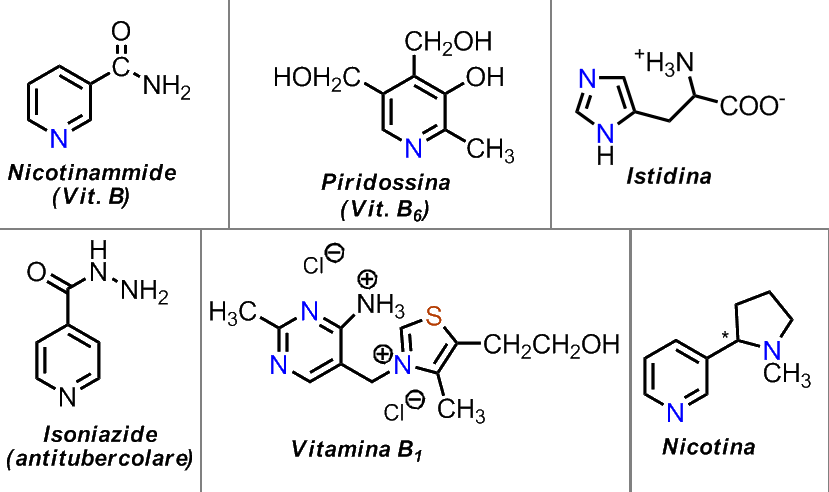

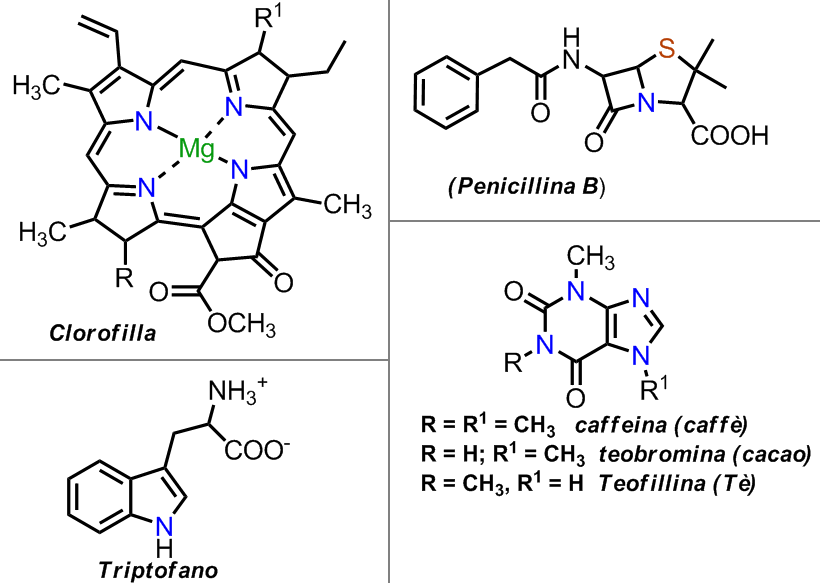

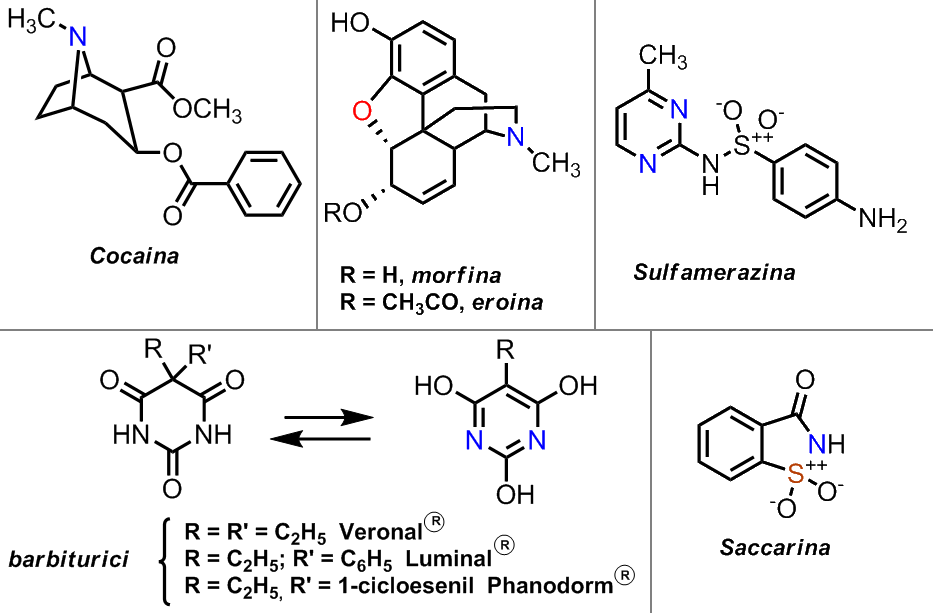